# Electric Chapel
«Electric Chapel» —en español: «Capilla eléctrica»— es una canción interpretada por la cantante y compositora estadounidense Lady Gaga e incluida en su segundo álbum de estudio, Born This Way, de 2011. Gaga la compuso y produjo con ayuda de Paul Blair. Es una canción de pop rock con influencias al heavy metal, que presenta una instrumentación basada en guitarras eléctricas, órgano y sintetizadores; su letra predica un enfático mensaje sobre el amor monógamo.
Luego del lanzamiento del álbum la pista recibió comentarios, en su mayoría positivos, por parte de los críticos de música contemporánea. Aunque no se lanzó como sencillo, «Electric Chapel» logró posicionarse en el puesto número 144 del conteo coreano South Korean Gaon Chart tras vender 259 481 copias digitales, además de llegar al puesto número 23 en la lista estadounidense Hot Dance/Electronic Digital Songs. También logró colocarse en el puesto número 31 del conteo The ultimate ranking of Lady Gaga songs, creado por la revista Rolling Stone en 2011. Por otro lado, la canción fue incluida en el repertorio del The Born This Way Ball Tour, tercera gira musical de la cantante.

## Antecedentes y composición
Lady Gaga y Paul Blair escribieron y produjeron «Electric Chapel». Las sesiones de grabación estuvieron a cargo de Dave Rusell en los estudios Sing Sing, en Canberra, Australia. Rusell también se encargó de la remezcla de Born This Way en los estudios The Mix Room Burbank en California, Estados Unidos. Gaga declaró mediante su cuenta oficial de Twitter que la canción fue escrita en Australia y su producción finalizada en Europa. Antes del lanzamiento del álbum la pista fue estrenada en una edición especial el juego FarmVille de la red social Facebook. «Electric Chapel» es una canción pop rock que presenta una gama de distintas influencias musicales, tales como el heavy metal, el metal pop, el rock electrónico, el jazz y el estilo de los 80. Su producción incluye guitarras eléctricas estilo metal, órgano, campanas, sintetizadores y percusiones. Según las partituras publicadas por Sony/ATV Music Publishing en el sitio Musicnotes,
«Electric Chapel» tiene un tempo Metronome de 128 pulsaciones por minuto, mientras que la voz de Gaga abarca un registro desde mi3 hasta do5.
La letra de la canción combina temas sobre el amor monógamo, el sexo y la pureza espiritual. Durante una entrevista con SHOWstudio, Gaga declaró que la pista fue inspirada por su gira The Monster Ball y describió el concepto de «Capilla eléctrica» como: «un lugar donde los fanáticos van en busca de amor». «Electric Chapel» comienza con un preludio de guitarra eléctrica considerado como heavy por Carlos Fresneda de El Mundo; tras finalizar el interludio, arranca con el verso «mi cuerpo es un santuario/mi sangre es pura». Luego de la primera estrofa sigue el estribillo: «follow me/don’t be such a holy fool» —en español «sígueme/no seas un santo tonto»—. Scott Shetler de Popdust consideró el estribillo como la razón por la cual la pista no fue lanzada como sencillo mientras que Patrick Broadnax de Examiner lo describió como la mejor parte del tema.

## Recepción

### Comentarios de la crítica
«Electric Chapel» recibió comentarios mixtos por parte de los críticos de música contemporánea. La escritora y crítica estadounidense Katherine St Asaph, de Popdust, consideró la pista como «una canción sólida que al mismo tiempo suena suave». También elogio el uso de campanas y órganos en su instrumentación. Brian Hiatt de la revista Rolling Stone en su reseña de Born This Way comparó la pista con el sencillo «Rock Lobster» del grupo The B-52's. Por su lado, Carlos Marcia de Terra mencionó que: «la guitarra de la pista encaja perfectamente con las precuciones del instrumental» también destacó el rango vocal de Gaga. Max Osman de Examiner comentó positivamente sobre la canción, calificándola así con la máxima puntuación de 10 puntos, mientras que Patrick Broadnax de la misma compañía, señaló que: «probablemente el estribillo era la mejor parte del tema». Cristin Maher de Pop Crush hizo una crítica individual a la pista, donde la consideró como «una mezcla extraña» y también señaló que:

«¿Aquellas pesadas guitarras metálicas que Gaga prometió en el álbum? ¡Ya están aquí!, junto a un órgano de iglesia y un ritmo de sintetizador. «Electric Chapel» definitivamente no será lanzada como sencillo, no obstante es una prueba de que Gaga no estaba bromeando cuando dijo que quería expandir su sonido con este disco. Es difícil imaginar que su contemporáneo dance-pop venga acompañado de una canción como esta».

Por otra parte, el crítico y fotógrafo Robin del sitio Autostraddle dio una crítica mixta a la pista, donde añadió: «Cuando escucho esta canción, me imagino a la brillante motocicleta mutante rodando a través de la noche, el viento en su pelo, y eso me hace sentir bastante bien. Contiene riffs metálicos de guitarra e influencia de los 80» además elogio la mezcla de géneros musicales en la pista. Carlos Fresneda de El Mundo comentó que: «Las guitarras heavy sirven de preludio a esta boda ficticia de estilos –no exactemente experimental- interpretada en el mismo y contagioso midtempo». Por otra parte, la editora Becky Bain de Idolator hizo una revisión sobre cuán religiosos son los temas de Born This Way, en dicho artículo describió la letra de la canción como «religiosa» y mencionó: «primero se va a casar con la noche y ahora se encuentra en una capilla eléctrica». Sean Adams del sitio Drowned in Sound describió a «Electric Chapel» como un sonido de los años 80 en territorio ambi-dance. Ivar Muñoz-Rojas de la revista Rolling Stone España describió las guitarras de la pista como «presuntamente duras de suenan a cliché del rock duro». Por otro lado, Brent Koepp del sitio Beats Per Minute comentó que la pista era: «una mezcla de riffs de metal con ritmos electrónicos» y la comparó con la banda británica Iron Maiden y el estilo musical de los 80. Cabe señalar que la actriz estadounidense Lindsay Lohan mostró su agrado a la pista mediante de su cuenta de Twitter, donde comentó que «Electric Chapel» era brillante.

## Presentaciones en vivo y uso en los medios

La pista fue usada para dar promoción a la bebida Coca-Cola.

«Electric Chapel» fue agregada al repertorio del The Born This Way Ball, la tercera gira musical de la cantante, donde Lady Gaga interpretaba la canción con su guitarra eléctrica mientras el escenario se cubría de luces neón. El tema era ejecutado después del sencillo «Yoü and I» y antes de la pista «Americano». El instrumental de la canción fue usado como introducción en el episodio número 44 del programa viral Gagavision. En 2012 la pista fue usada en un comercial argentino de The Coca-Cola Company Inc para la distribución de sus productos. Por otro lado, el título de la pista aparece escrito con luces neón en el video musical del sencillo «Judas».

## Posicionamiento en listas

### Semanales
| Corea del Sur  | South Korean Gaon Chart            | 144 |
| Estados Unidos | Hot Dance/Electronic Digital Songs | 23  |

## Créditos y personal
- Voz principal – Lady Gaga
- Guitarra eléctrica – Kareem «Jesus» Devlin
- Grabación y mezcla – Dave Russell
- Producción – Lady Gaga, Plaur Blair
- Masterización – Gene Grimaldi
- Escritura – Lady Gaga, Paul Blair

Fuente: Discogs.